# Max Morinière
Max Morinière, född den 16 februari 1964, är en fransk före detta friidrottare som tävlade i kortdistanslöpning. 
Morinière tävlade främst på 100 meter men hans stora merit har kommit som en del av franska stafettlag på 4 x 100 meter. Han var med i laget som blev bronsmedaljörer vid Olympiska sommarspelen 1988 i Seoul. Vidare blev laget silvermedaljörer vid VM 1991 och guldmedaljörer vid EM 1990 i Split.

## Personliga rekord
- 100 meter - 10,09 från 1987